# Bakom kulisserna (album av Björn Afzelius)
Bakom kulisserna är det fjärde studioalbumet av Björn Afzelius, släppt 1979.

## Låtlista
Text och musik av Björn Afzelius.
Sida ett
1. "Luffarblues" - 5:28
2. "Hundra mil från Marianne" - 6:30
3. "Arvidsson på svetsen" - 3:49
4. "Balladen om K" - 6:17

Sida två
1. "Brukshotellet" - 5:29
2. "The American Way" - 3:50
3. "Sundsvall by Night" - 3:55
4. "Tankar i Havanna" - 7:00

## Musiker
- Björn Afzelius - sång, kompgitarr, percussion
- Jan Brynstedt - gitarr
- Bengt Bygren - piano, dragspel
- Jan Erik Fjellström - sång, gitarr, munspel
- Håkan Nyberg - trummor
- Jimmy Olsson - bas
- Bert Lloyd - tenorsaxofon
- Kristin Lorentzson - sång
- Marianne Lindberg - sång

## Listplaceringar
| Lista (1979) | Topplacering |
| ------------ | ------------ |
| Sverige      | 18           |

### Fotnoter
1. ↑  ”Bakom kulisserna”. Svensk mediedatabas. http://smdb.kb.se/catalog/search?q=Afzelius+Bakom+kulisserna&x=0&y=0. Läst 13 januari 2013.
2. ↑  Placeringar på den svenska albumlistan